# Alpinia tonrokuensis
Alpinia tonrokuensis là một loài thực vật có hoa trong họ Gừng. Loài này được Hayata mô tả khoa học đầu tiên năm 1920.